# 毛柄川黔翠雀花
毛柄川黔翠雀花（学名：Delphinium bonvalotii var. hispidum）为毛茛科翠雀属下的一个变种。

## 扩展阅读
- 維基物種上的相關：毛柄川黔翠雀花